# Zennyo Ryūō
Zennyo Ryūō (jap. 善如龍王 lub 善女龍王 "Dobra jak smoczy król" lub "Dobra kobieta smoczy król") – smocza bogini deszczu w mitologii japońskiej. Według tradycji buddyjskiej, kapłan Kūkai wraz z innymi mnichami byli pierwszymi osobami, które zobaczyły tego smoka.

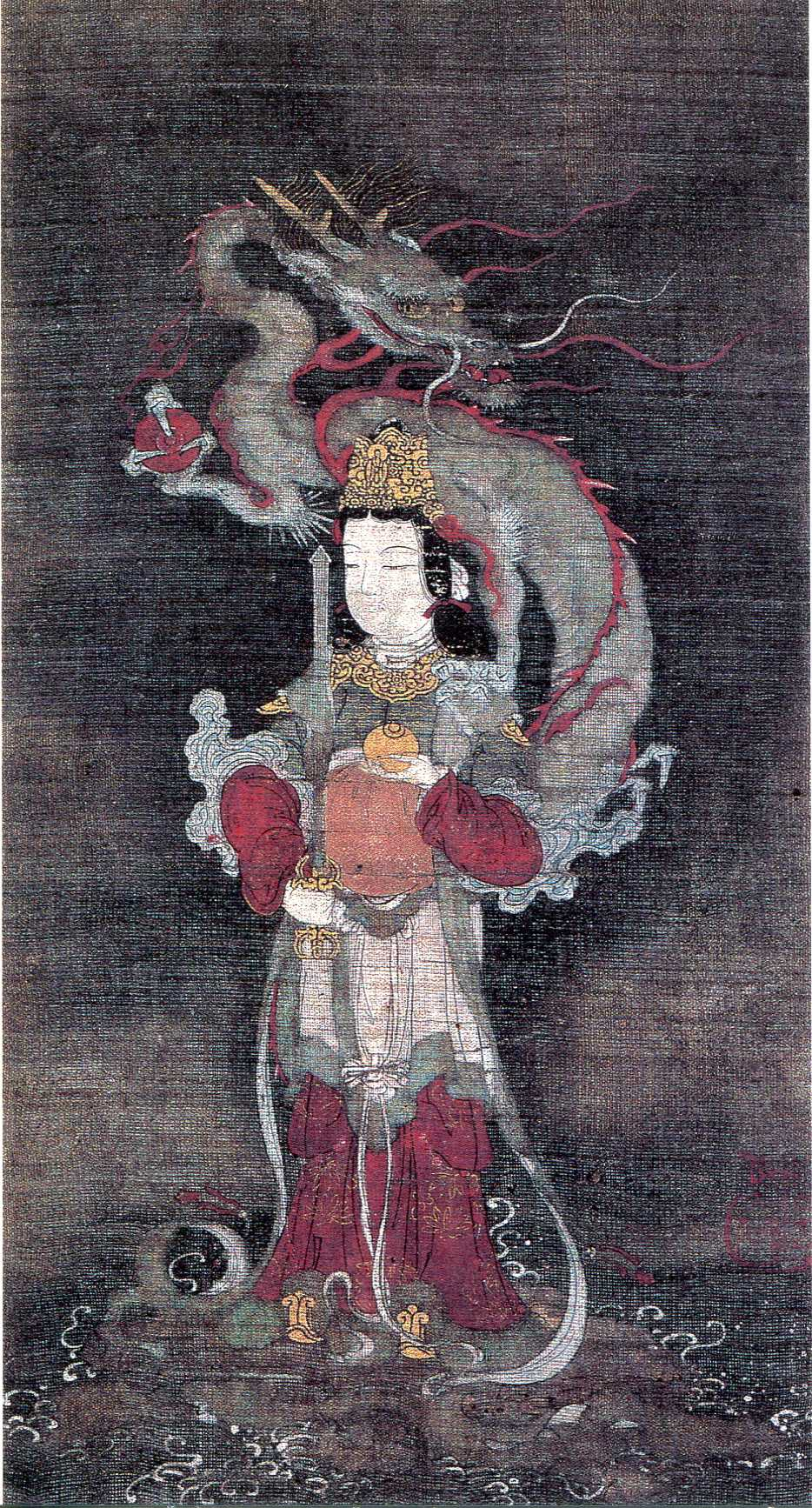
Zennyo Ryūō na obrazie Hasegawy Tōhaku

W Konjaku monogatari opisano historię związaną z tym smokiem. Kūkai, założyciel buddyjskiej szkoły shingon odprawiał modlitwy o deszcz w świątyni Tōdai-ji w Narze. Wszyscy uczestniczący w ceremonii doświadczyli wizji, w której na ołtarzu obok ogromnego węża Zentatsu pojawił się malutki wąż w kolorze złota, następnie oba węże zniknęły w świątynnym stawie Surasawa. Smoka uznano za króla nagów (smoków o indyjskim rodowodzie), znanego w Japonii jako Zennyo. Pojawienie się smoka uznano za dobry znak, a wkrótce po tym wydarzeniu spadł deszcz i zakończył długi okres suszy.
Chram shintō Ryūketsu-jinja zawdzięcza swoją nazwę buddyjskiemu mnichowi, który doświadczył wizji, w której smok Zentatsu zamieszkał w przybytku świątynnym po tym jak w stawie Sarusawa w Nara, w którym zamieszkiwał, utopiła się kurtyzana. 
W 1335 roku smok Zentatsu ukazał się cesarzowi Go-Daigo, ostrzegając go przed zamachem na jego życie.